# Katholische Schule Liebfrauen
Das staatlich anerkannte Gymnasium Katholische Schule Liebfrauen befindet sich seit 1945 im Berliner Ortsteil Westend.
Die Schule ist in der freien Trägerschaft des Erzbistums Berlin und erteilt dieselben Bildungsabschlüsse wie staatliche Gymnasien. Sie orientiert sich an den Rahmenplänen für das Land Berlin, darüber hinaus bestimmt das christliche Menschenbild das Handeln an der Schule. Im Schuljahr 2019/20 unterrichteten rund 75 Lehrer über 700 Schüler, (davon 385 Mädchen und 326 Jungen) von der 5. Klasse bis zum Abitur. Katholische Religionslehre ist reguläres Unterrichtsfach und kann als Leistungskurs in der Oberstufe gewählt werden. Im Schuljahr 2009/10 wurde an der Schule ein Profilzweig eingerichtet. Bereits ab Klasse 5 werden rund 20 Schüler in einer Profilklasse mit besonderem pädagogischen Konzept unterrichtet. Die Profilklassen richten sich an motivierte, lernstarke sowie hochbegabte Kinder – auch mit Begleitproblematik – und haben einen integrativen Charakter.

## Geschichte

### Erste Jahre
Im Jahr 1926 begann die Entwicklung der Berliner Liebfrauenschule. Ihr Dasein verdankt sie Prälat Bernhard Lichtenberg, der zu der Zeit Pfarrer der Charlottenburger Herz-Jesu-Gemeinde war. Zu seinem Sprengel gehörte auch das Lyzeum Muche, das aus der 1895 gegründeten ersten katholischen Privatschule für Mädchen hervorgegangen war. Als die Leiterin, Frau Muche, die Schule in der Schlüterstraße aus Altersgründen nicht weiterführen konnte, setzte sich Prälat Lichtenberg unermüdlich für ihren Fortbestand ein. Ihm war es ein Anliegen, dass diese Institution für Mädchen von einer Ordensgemeinschaft übernommen werden sollte.
Nachdem er schon einige Absagen erhalten hatte, unternahm er eine Reise zum Mutterhaus der Schwestern Unserer Lieben Frau in Mülhausen-Oedt am Niederrhein. Hier erfuhr er, dass die Generaloberin sich gerade in den Niederlanden aufhielt. Prälat Lichtenberg fuhr ihr nach und erhielt die Zusage für die Übernahme des Lyzeums durch den Orden. Im April 1926 kamen die ersten Schwestern nach Berlin, mit – wie es in den Annalen heißt – „gemischten Gefühlen“.
Bereits im darauffolgenden Jahr wurde der Unterricht in den Königsweg 23 verlegt. Das Gebäude am Lietzensee hatte die Schwesterngemeinschaft von dem russischen Fabrikanten Marjans erworben. Heute ist es Sitz des Erzbischöflichen Ordinariats. Prälat Lichtenberg ließ es sich nicht nehmen, das Haus und die Kapelle einzuweihen. Auch weiterhin blieb er der Liebfrauenschule eng verbunden. Er war dort als Religionslehrer tätig. Außerdem setzte er sich für ihre finanzielle Unterstützung ein.

### Zeit des Nationalsozialismus
Den Nationalsozialisten waren katholische Einrichtungen „ein Dorn im Auge“. Im August 1936 verfügte ein Ministerialerlass den stufenweisen Abbau des „Liebfrauen-Oberlyzeums mit Frauenschule, weil ein Bedürfnis für sie nicht mehr anerkannt werden konnte“ (Zitat).
Die endgültige Schließung erfolgte 1941. Bis zu diesem Zeitpunkt gelang es den Schwestern wiederholt, jungen verfolgten jüdischen Menschen Zuflucht und Schutz vor den Nationalsozialisten zu gewähren. Zur Erinnerung an diese Zufluchtsmöglichkeit für jüdische Kinder ist eine Gedenktafel am ehemaligen Schwesternhaus angebracht.
Viele ehemalige Schülerinnen trafen sich trotz der Kriegswirren weiterhin zu religiöser Weiterbildung und zu Gottesdiensten; nie ließen sie den Kontakt zu den Ordensschwestern abreißen.
Als das Gebäude am Lietzensee 1944 bei einem alliierten Luftangriff stark zerstört wurde, schrieb die Schulleiterin Schwester Maria Coelestis an ihre einstigen Schülerinnen: „Das Liebfrauenhaus ist nun zu einem Trümmerhaufen, zu einer Stätte des Grauens geworden, aber die Liebfrauenschule wird weiter leben.“ Ihre Hoffnung sollte sich erfüllen.

### Wiederaufbau nach 1945
Im Jahr 1945 begann Schwester Maria Coelestis mit dem Aufbau der Liebfrauenschule in der Villa in der Ahornallee. Innerhalb des ersten Jahres wuchs die Schülerinnenzahl von 16 auf 100. Viele Anfangsschwierigkeiten waren zu bewältigen: Raum-, Bücher- und Lehrermangel, Geld- und Lichtknappheit. 1948 erreichte Schwester Coelestis, dass die Liebfrauenschule an der Schulspeisung teilnehmen konnte.
Nachdem endgültig festgestellt worden war, dass das alte zerstörte Haus am Lietzensee nicht wieder als Schule genutzt werden konnte, begann die Errichtung eines Notbaus in der Hölderlinstraße. Das langgestreckte, nur befristet genehmigte Holzgebäude mit zwölf Klassen wurde „Gartenschule“ oder „Baracke“ genannt. Sieben Jahre sollte es dann noch dauern, bis das neue Schulgebäude auf dem zusätzlich erworbenen Grundstück zwischen Soorstraße und Ahornallee fertiggestellt war und von dem damaligen Bischof Julius Kardinal Döpfner feierlich eingeweiht werden konnte.
Zehn Jahre später freute sich die Schule über den Bau einer Turn- und Festhalle auf dem Gelände der provisorischen Gartenschule. Schwester Maria Borgia hatte zu diesem Zeitpunkt bereits die Nachfolge von Schwester Coelestis angetreten. 26 Jahre leitete sie das Geschick der Schule. In diese Zeit fielen weitreichende Entscheidungen: Aus finanziellen und personellen Gründen wurde auf Antrag des Ordens die Schule 1970 vom Bistum Berlin übernommen. Wenig später begann im Rahmen einer Änderung der Schulorganisation der Abbau der Grundschule und der Aufbau der Realschule.

### Neuere Entwicklungen
- Nach einer weiteren Änderung der Organisation und dem Abbau der Realschule ist die Schule jetzt ein reines Gymnasium. Über 700 Mädchen und Jungen besuchen heute diese traditionsreiche Schule Berlins. Am 8. September 2010 feierte die Schule im Rahmen des Patronatsfestes der Schule den Anbau mit neuen Klassenräumen, Kursräumen und der Mensa.
- In den Jahren 2016–2019 wurde die Schülerschaft um eine Willkommensklasse mit zwölf Schülern erweitert.
- Zum 90-jährigen Bestehen der Schule wurde der Eingangsbereich des Gymnasiums mit modernen Elementen neu gestaltet.

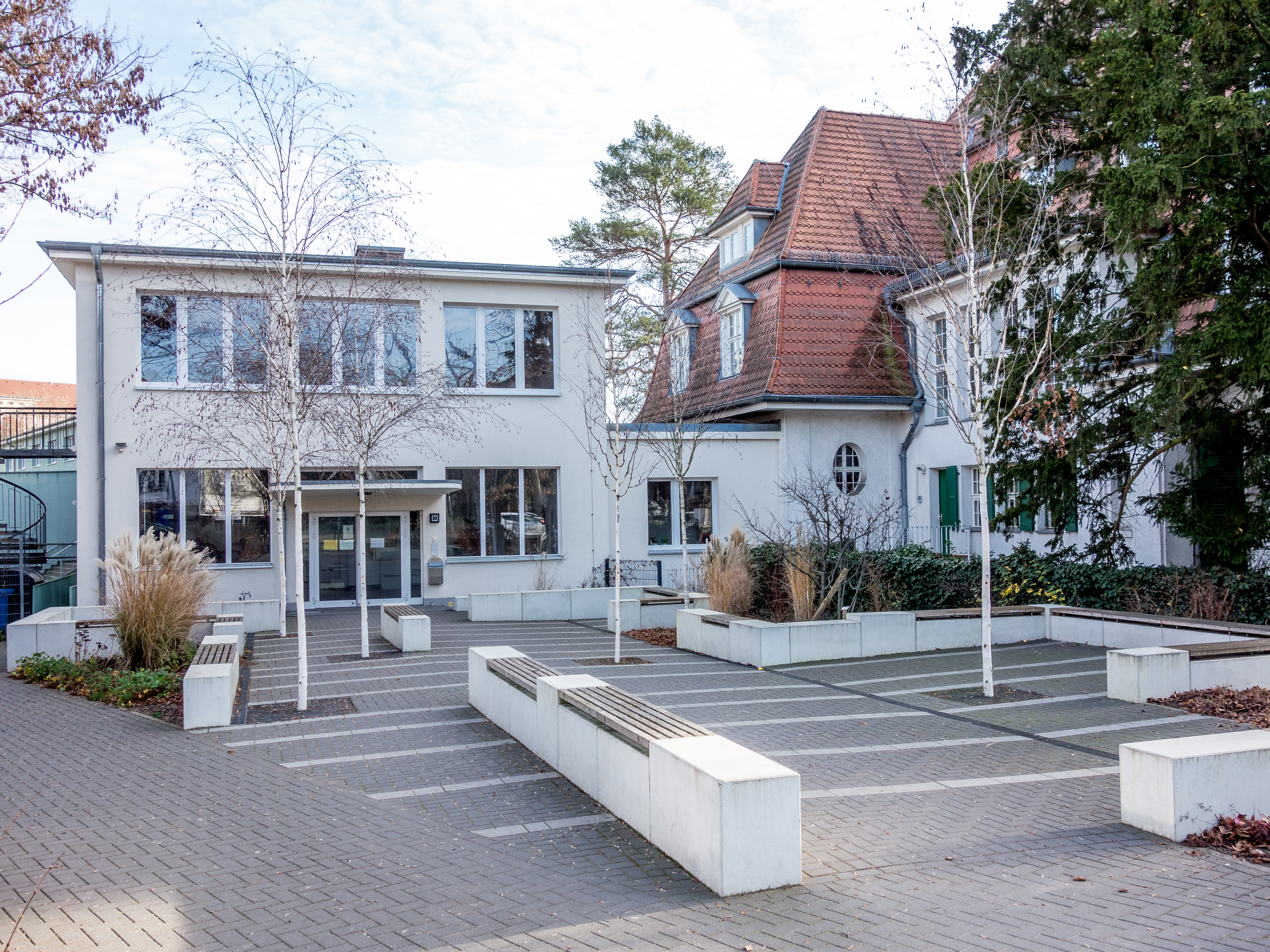
Eingangsbereich
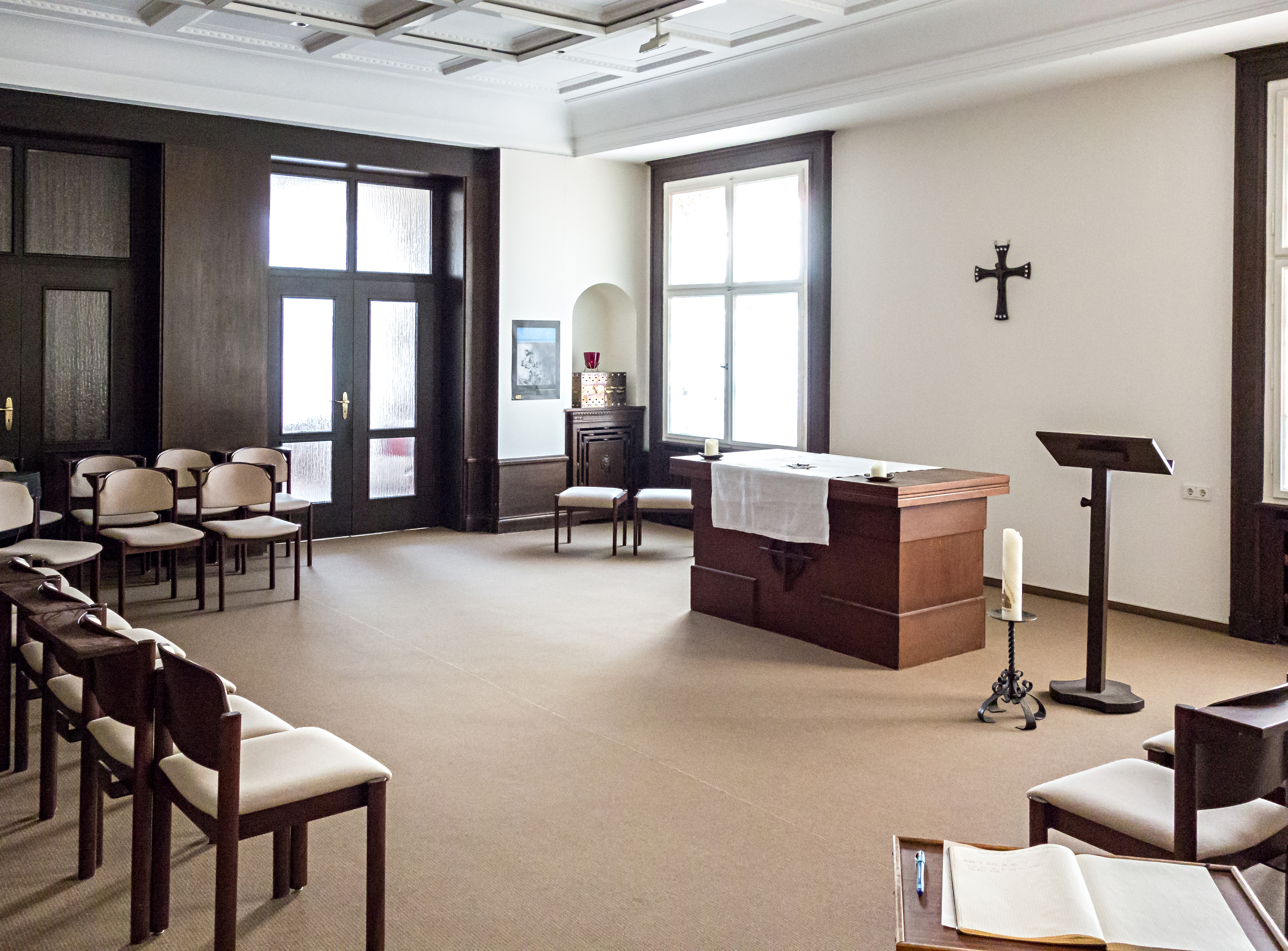
Andachtsraum
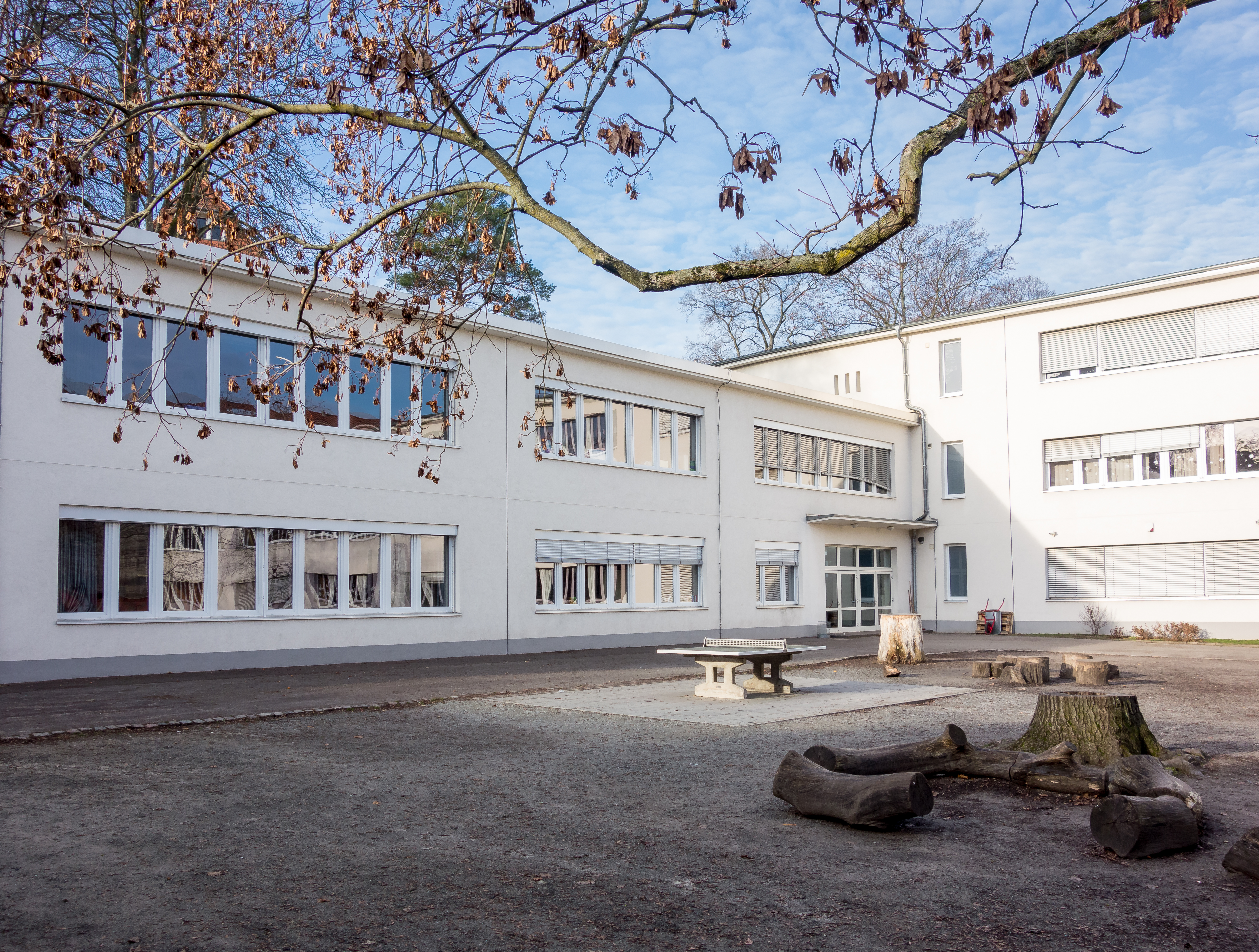
Pausenhof
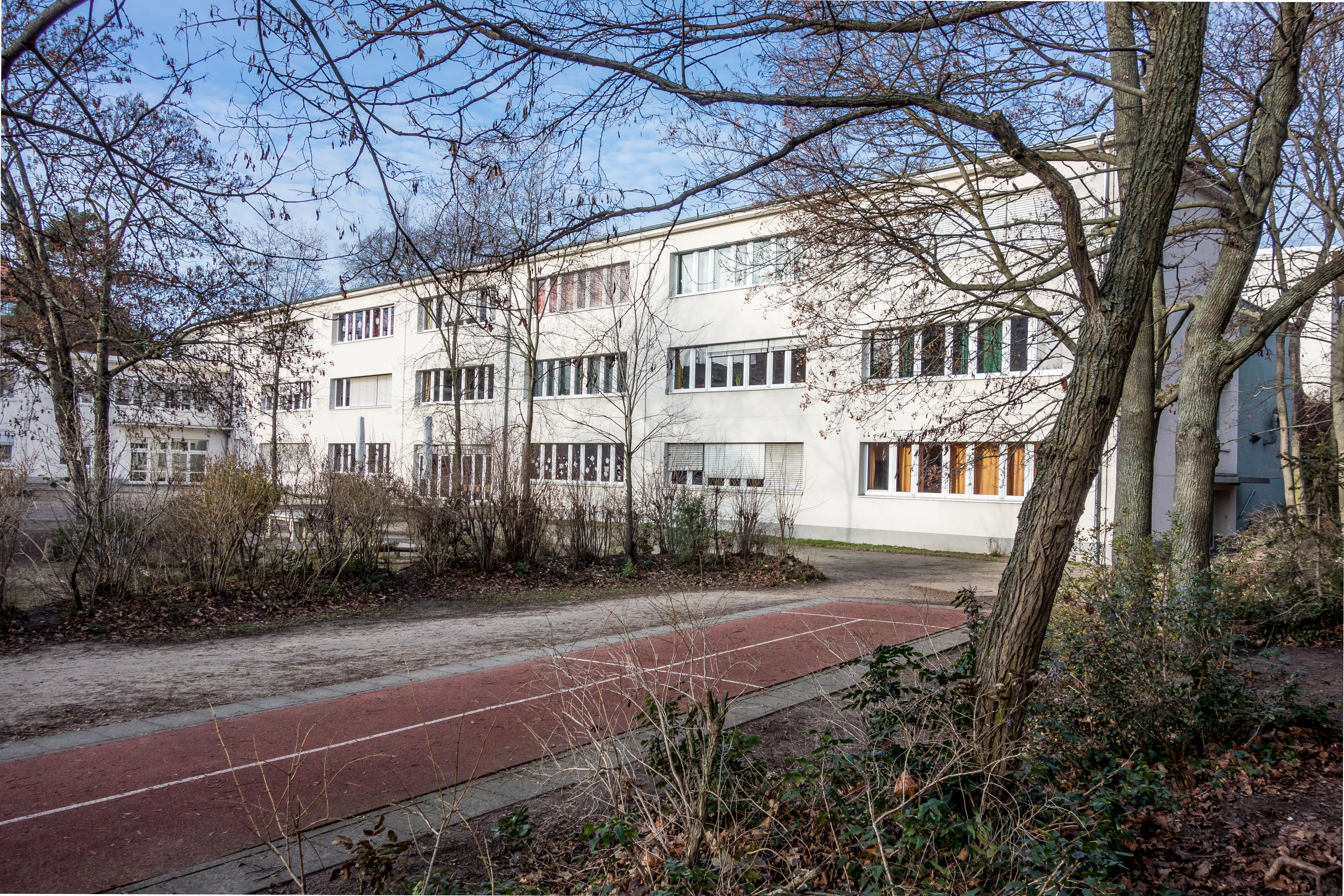
Laufbahn

## Sonstiges
Der Bezirksbürgermeister des Berliner Bezirks Spandau, Helmut Kleebank, war ein ehemaliger Lehrer der Schule.

## Abschnitt
1. ↑  Schulleitung. Abgerufen am 17. Oktober 2020.